# Friedrich Winkler

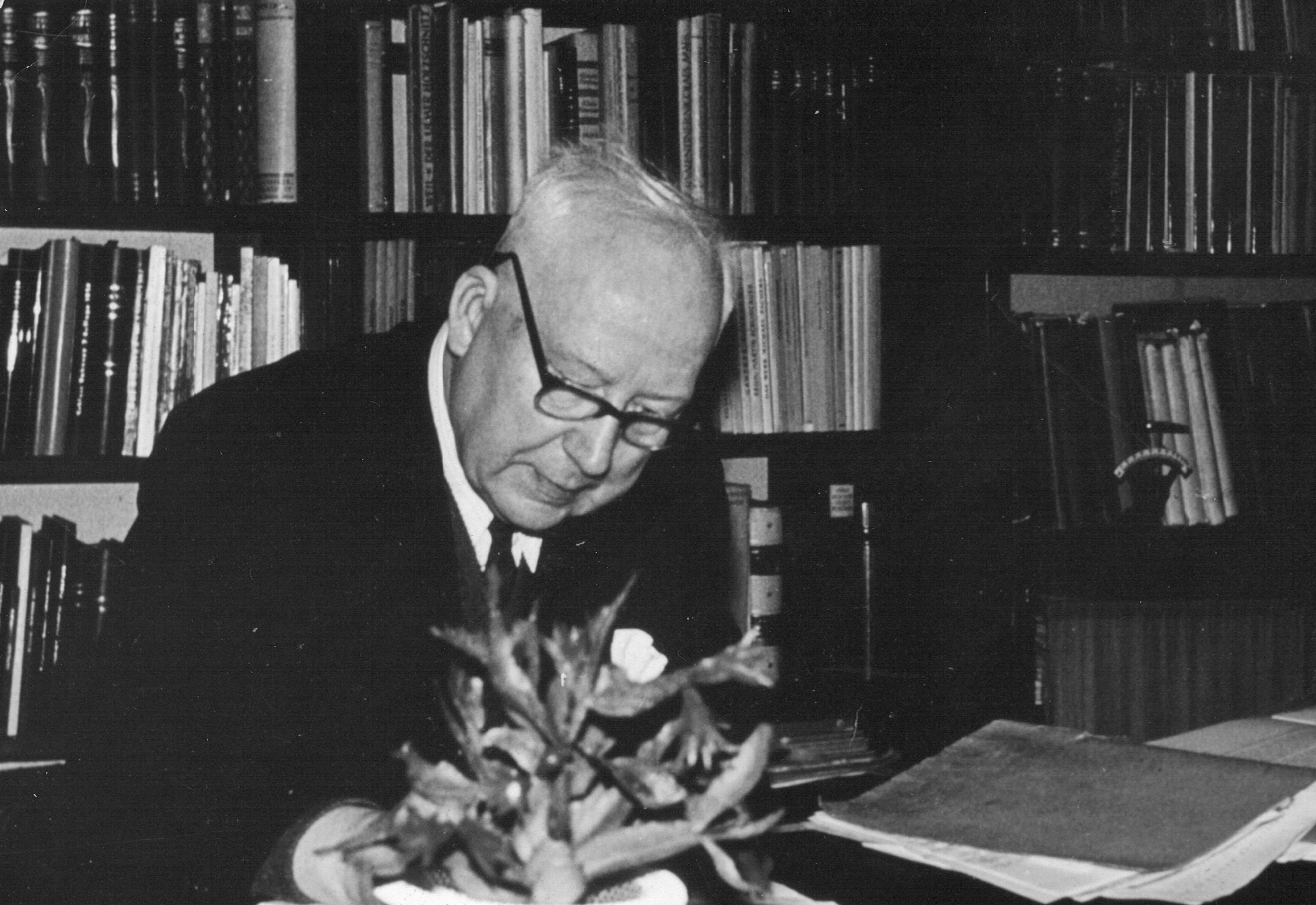
Friedrich Winkler (Foto ca. 1960)

Friedrich Horst Winkler (Prehna, 5 maart 1888 – Berlijn, 23 februari 1965) was een Duitse kunsthistoricus en museumdirecteur. Hij was een kenner van de Vlaamse Primitieven en van Albrecht Dürer.

## Biografie
Friedrich Winkler was de zoon van Horst Michael Johannes Winkler en Anna Hulda Erzoldt. Hij werd geboren op de boerderij van zijn ouders. Hij kreeg zijn middelbare opleiding aan een lokaal "realgymnasium" en ging daarna kunstgeschiedenis studeren aan de universiteiten van Wenen, Berlijn en Freiburg. Hij beëindigde zijn studies in 1912 bij Wilhelm Vöge met een proefschrift: Der Meister von Flémalle und Rogier van der Weyden. Zijn dissertatie werd in 1913 in Straatsburg gepubliceerd. Van 1913 tot 1914 was hij editeur van het Künstler-Lexicon van Ulrich Thieme en Felix Becker en publiceerde zelf 34 artikels in deze kunstencyclopedie. Daarna ging hij als vrijwilliger aan de slag bij de Gemäldegalerie Alte Meister in Dresden, maar moest die betrekking opgegeven toen hij opgeroepen werd voor het leger. Hij werd getroffen door shellshock en in 1915 liet Wilhelm von Bode hem terugroepen uit de actieve dienst en mocht hij aan de slag bij de kunstbibliotheek van de Staatliche Museen zu Berlin; later kreeg hij de leiding van de bibliotheek.
Hij trad in het huwelijk met Hermina Christina Schützinger (1887-1967).
In 1924 publiceerde hij een herziene en uitgebreide versie van Max Friedländers Die Altniederländisch Malerei von 1400-1600 en in 1925 volgde Die flämische Buchmalerei des 15. und 16. Jahrhunderts. In 1927 en 1929 schreef hij de twee laatste volumes voor de reeks van Friedrich Lippmann: Zeichnungen von Albrecht Dürer. In het Dürer-jaar 1928, bezorgde hij een kritische bewerking van het Dürer volume in de Klassiker der Kunst.
In 1933 werd hij benoemd tot directeur van het  Kupferstichkabinett, positie die hij zou innemen tot bij zijn pensionering in 1957. Winkler was zoals Max Jakob Friedländer, met wie hij in Berlijn bij gelegenheid samenwerkte, een van de grote kenners van de Vlaamse Primitieven en van de grote meesters uit de tijd van Albrecht Dürer. Voor het Kupferstichkabinett verwierf hij talrijke tekeningen uit de Dürer-tijd waarbij meesterwerken van Hans Holbein, Albrecht Dürer, Albrecht Altdorfer en Matthias Grünewald. Hij publiceerde zijn eigen catalogus van de werken van Dürer in vier volumes en beëindigde dat werk in 1939.
Tijdens de Tweede Wereldoorlog in 1942 publiceerde hij een monografie over de tekeningen van twee van Dürers leerlingen, Hans Süss von Kulmbach en Hans Leonhard Schäufelein en na de oorlog, vanaf 1947, gaf hij les aan de Humboldt-universiteit in Oost-Berlijn, vanaf 1951 aan de Freie Universität in West-Berlijn. Zijn laatste werk over Dürer, Albrecht Dürer. Leben und Werke, publiceerde hij in 1957, het jaar van zijn pensionering. Daarna publiceerde hij nog een aparte monografie over Kulmbach en in 1964 zijn laatste grote werk: Das Werk des Hugo van der Goes.
Eind 1964 werd hij getroffen door een hartaanval en overleed aan de gevolgen daarvan in begin 1965 op een leeftijd van 77 jaar. Winkler was in de eerste plaats een conoisseur en baseerde zijn analyses en toeschrijvingen op formele analyse. Iconografische studie en theoretische systemen waren niet aan hem besteed.

## Werken
Hierbij een lijst van werken van Friedrich Winkler.
- Castruccio Castracani, Herzog von Lucca. Berlijn: Ebering, 1897
- Der Meister von Flemalle und Rogier van der Weyden. Straatsburg: Heitz, 1913
- Le Valère Maxime de Leipzig. Leipzig: Seemann, 1922
- Die altniederlandische Malerei: Malerei in Belgien und Holland von 1400 bis zum 1600. 1924
- Zeichnungen von Albrecht Dürer, Propyläen Kunstgeschichte 10, Berlijn: Propyläen, 1924
- Die flämische Buchmalerei des XV. und XVI. Jahrhunderts: Künstler und Werke von den Brüder Eyck bis zu Simon Bening. Leipzig: Seemann, 1925
- Mittel, -niederrheinische und westfälische Handzeichnungen des XV. and XVI. Jahrhunderts. Freiburg im Breisgau: Urban, 1932
- Die Zeichnungen Albrecht Dürers. 4 volumes. Berlijn: Deutscher Verein für Kunstwissenschaft, 1936-39
- Die Zeichnungen Albrecht Dürers. Berlijn: Deutscher Verein für Kunstwissenschaft, 1936
- Die Zeichnungen Hans Süss von Kulmbach und Hans Leonard Schäufeleins. Berlijn: Deutscher Verein für Kunstwissenschaft, 1942
- Altdeutsche Zeichnungen. Berlijn: Mann, 1947
- Albrecht Dürer. Leben und Werk. Berlijn: Mann, 1957
- Hans von Kulmbach: Leben und Werk eines frankischen Künstlers der Dürerzeit. Edited by Georg Fischer. Kulmbach: Freunde ds Plassenburg (Stadtarchiv)
- Das Werk des Hugo van der Goes. Berlijn: De Gruyter, 1964.

- Bibliothèque nationale de France: cb135173663 (data)
- Gemeinsame Normdatei: 118769340
- International Standard Name Identifier: 0000 0001 0927 3644
- Library of Congress Control Number: n87898675
- Nationale Bibliotheek van Letland: 000141784
- Nationale Bibliotheek van Tsjechië: mzk2009521726
- Nationale Bibliotheek van Israël: 987007454385005171
- Nederlandse Thesaurus van Auteursnamen: 067678351
- RKD-Nederlands Instituut voor Kunstgeschiedenis: 464502
- Union List of Artist Names: 500102368
- Virtual International Authority File: 95296240
- WorldCat: E39PBJfMgwKgFJmGDVDWWDt7pP